# Julius Engelhard (NS-Opfer)

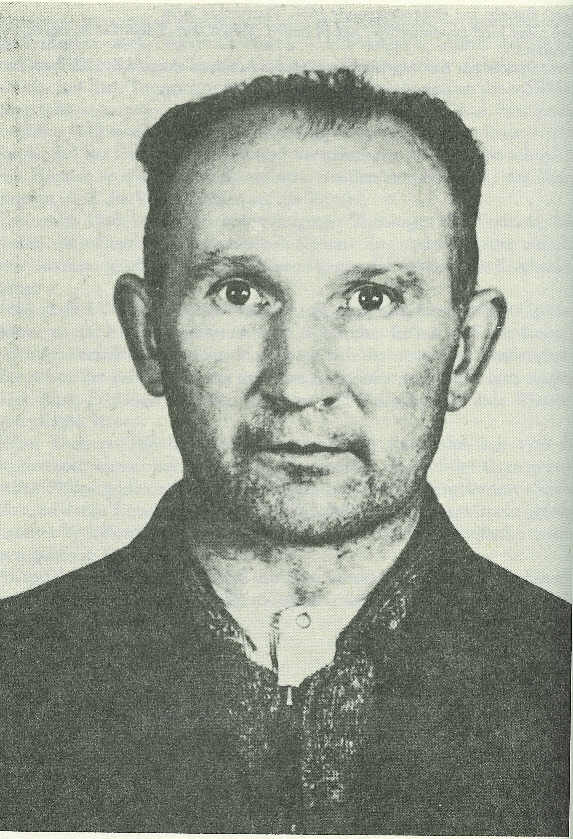
Julius Engelhard

Julius Engelhard (* 5. Juni 1899 in Au am Rhein; † wahrscheinlich im August 1944 im Zuchthaus Brandenburg) war ein deutscher Zeuge Jehovas und ein Opfer der NS-Kriegsjustiz.

## Leben und Tätigkeit

### Frühes Leben
Engelhard wuchs in einer katholischen Familie auf. Nach dem Besuch der Volksschule begann er 1913 mit einer kaufmännischen Ausbildung, die er jedoch aufgrund der Schließung seiner Lehrfirma vorzeitig abbrach. Von 1915 bis 1917 war er in einem Rastatter Lazarett des Roten Kreuzes tätig.
Im Juni 1917 wurde Engelhard zum Kriegsdienst beim 109. Grenadierregiment in Karlsruhe eingezogen. Von März bis September 1918 nahm er als Sanitäter aktiv am Ersten Weltkrieg teil, in dem er an der Westfront zum Einsatz kam. Nach dem Krieg versuchte Engelhard sich in verschiedenen Berufen, u. a. als selbständiger Gewerbetreibender.
1928 heiratete er. Aus der Ehe gingen bis 1938 fünf Kinder hervor. Obwohl Engelhard seit Mitte der 1920er Jahre den Zeugen Jehovas nahestand, wurden die Kinder – auch nach seinem Beitritt zu dieser Gruppierung – auf Wunsch der Mutter, katholisch erzogen. Ungewöhnlicher Weise für die damalige Zeit war die Familie seit Engelhards Übertritt zu den Zeugen Jehovas im Jahr 1930 gemischtkonfessionell: Engelhard wurde Bibelforscher, während seine Frau und Kinder in der katholischen Kirche verblieben.
Im April 1930 wurde Engelhard im Zuge der Weltwirtschaftskrise arbeitslos, was er für vier Jahre bleiben sollte. Etwa zu dieser Zeit vollzog er seinen Eintritt in die Internationale Bibelforscher-Vereinigung, der er, trotz seit längerer Zeit bestehender Sympathien, zuvor aus Rücksicht auf seine katholischen Eltern und seine katholische Ehefrau, nicht formal beigetreten war. Manfred Koch hält einen Zusammenhang von wirtschaftlicher Not und religiöser Radikalisierung im Falle Engelhards für naheliegend.
Engelhards Arbeitslosigkeit endete erst 1934, als er Beschäftigung als Bauarbeiter bei verschiedenen Karlsruher Baufirmen fand.

### NS-Zeit
Nach der im Gefolge des Machtantritts der Nationalsozialisten im Jahr 1933 beginnenden Repression der Zeugen Jehovas im Deutschen Reich, der sich aus der pazifistischen Weltanschauung der Gruppierung ergab und dem im Jahr 1935 ein offizielles Verbot folgte, begann Engelhard sich im politischen Untergrund im Sinne seiner Glaubensgemeinschaft zu betätigen.
Im Dezember 1936 wurde Engelhard bei der Verteilung von Bibelforscherschriften verhaftet. Es folgte eine Gefängnisstrafe von sechs Monaten. Eine anschließende Inschutzhaftnahme und Verbringung in ein Konzentrationslager, die damals im Rahmen der Unterdrückung der Zeugen Jehovas durch den NS-Staat bereits eine übliche Maßnahme war, erfolgte nicht. Nach seiner Haftentlassung fand er Arbeit als Dachdecker in Karlsruhe.
Im Frühjahr 1939 begann Engelhard sich am Wiederaufbau der zu diesem Zeitpunkt weitgehend zerschlagenen illegalen Organisation der Bibelforscher in Deutschland zu beteiligen. Auf Betreiben von Ludwig Cyranek übernahm er im Juni 1939 die Aufgabe eines Druckers für die Zeugen Jehovas: Von Juli bis Oktober stellte er auf dem Abziehapparat seines Karlsruher Arbeitgebers wöchentlich heimlich 120 Abzüge von ihm übergebenen Matrizen her.
Nach dem Ausbruch des Zweiten Weltkriegs war Engelhard gezwungen, sich von seiner Familie zu trennen und in den Untergrund zu gehen, um sich dem Zwang zum Kriegsdienst in der Wehrmacht zu entziehen. Hierzu bewog ihn insbesondere seiner Überzeugung, dass die Ablegung eines Eides auf den nationalsozialistischen Diktator Adolf Hitler, zu welchem er bei einem Eintritt in die Armee gezwungen sei, in Widerspruch zu seinen Verpflichtungen gegenüber Gott stünde: Einen solchen Eid müsste er jedoch, da er nur einem Herren dienen könne, umgehen.
Als Grundlage für die Weiterführung seiner Betätigung als Drucker für die Zeugen Jehovas richtete Engelhard unmittelbar nach seinem Gang in den Untergrund im Oktober 1939 eine Untergrunddruckerei in der Wohnung einer Gesinnungsfreundin in Bruchsal ein. Bis Februar 1940 fertigten die beiden dort mehrere Auflagen von Schriften der Bibelforscher an. Zu dieser Zeit begann Engelhard auch Aufgaben als Kurier zu übernehmen und einige der von ihm angefertigten Kopien selbst zu verteilen.
Im Verlaufe des Jahres 1940 bezog Engelhard neue Quartiere in Essen und dann bei der Familie Böke in der Beckstraße 42 in Oberhausen-Sterkrade. In Oberhausen begann er damit, auch die Matrizen der von ihm hergestellten Drucke selbst anzufertigen, anstatt, wie zuvor, nur die von anderen gelieferten Matrizen in Druck zu setzen: Von Anfang 1941 bis April 1943 produzierte Engelhard in seiner Untergrunddruckerei insgesamt 27 Nummern des Bibelforscher-Organs Wachtturms, wobei die Auflage von 240 auf zuletzt 360 anwuchs. Hinzu kamen die sporadisch erscheinenden Mitteilungsblätter der deutschen Verbreitungsstelle des Wachtturms (mit Auflagen bis zu 250 Heften pro Ausgabe) sowie diverse Einzelschriften. Mit diesem Output war Engelhard einer der produktivsten Drucker der illegalen Bibelforscher-Gemeinschaft in Deutschland während der Kriegsjahre.
Nach der Verhaftung Cyraneks und dessen Verurteilung zum Tode im März 1941 übernahm Engelhard de facto dessen Aufgabe als oberster Funktionär der illegalen Bibelforscher in Süddeutschland. Zu diesem Zweck reiste er viel umher und stiftete Gesinnungsfreunden geistigen Zuspruch. Sein Engagement in der illegalen Bibelforscher-Organisation wuchs sich bedingt hierdurch auch deutlich über die technische Aufgabe des Herstellens von Drucken auf den organisatorischen Bereich aus: So richtete er während der Kriegsjahre zusätzliche Untergrunddruckereien und Stützpunkte der Zeugen Jehovas im süddeutschen Raum ein (u. a. in München, Mannheim, Speyer, Dresden und Freiberg in Sachsen) und hielt Vorträge in heimlichen Versammlungen von Angehörigen der Gruppierung, in denen er Durchhalteparolen ausgab. Den Höhepunkt bildete eine Konferenz der süddeutschen IBV-Funktionäre in Mannheim im Oktober 1942.
Am Abend des 3. April 1943 wurde Engelhard nach der Rückkehr von einer Reise nach Duisburg, wo er einem Glaubensbruder, dem er illegale hergestellte Druckschriften der Bibelforschervereinigung übergeben hatte, getroffen hatte, in seinem Quartier bei der Familie B. von Beamten der Gestapo-Außendienststelle Essen erwartet und aufgrund eines aus dem Jahr 1939 stammenden Haftbefehls der Gestapo Karlsruhe in Gewahrsam genommen. Außerdem wurde reichhaltiges, aus Sicht des Regimes belastendes, Material sichergestellt (etwa 1000 Exemplare des Wachtturms und 500 Exemplare anderer Schriften, ferner Paper und andere Materialien zur Herstellung der Schriften der Zeugen Jehovas).
Engelhard wurde zusammen mit sieben weiteren Zeugen Jehovas, die bei Razzien im Ruhrgebiet verhaftet worden waren, vor dem 6. Senat des Volksgerichtshof in Berlin wegen Wehrkraftzersetzung und landesverräterischer Feindbegünstigung angeklagt. In der Sitzung vom 2. Juni 1944 wurde er für schuldig befunden, „den Wehrwillen des deutschen Volkes“ zersetzt und „der Kriegsmacht des Reiches Schaden“ zugefügt zu haben und zum Tode verurteilt. Die Hinrichtung erfolgte einigen Quellen zufolge am 14. August 1944 im Zuchthaus Brandenburg. Jedoch findet sich in der Literatur auch die Angabe, dass der Hinrichtungsort und das Hinrichtungsdatum nicht vollständig gesichert seien.
Heute erinnert ein Stolperstein in Karlsruhe an Engelhards Schicksal.